# Arctostaphylos refugioensis
Arctostaphylos refugioensis là một loài thực vật có hoa trong họ Thạch nam. Loài này được Gankin mô tả khoa học đầu tiên năm 1967.

## Hình ảnh

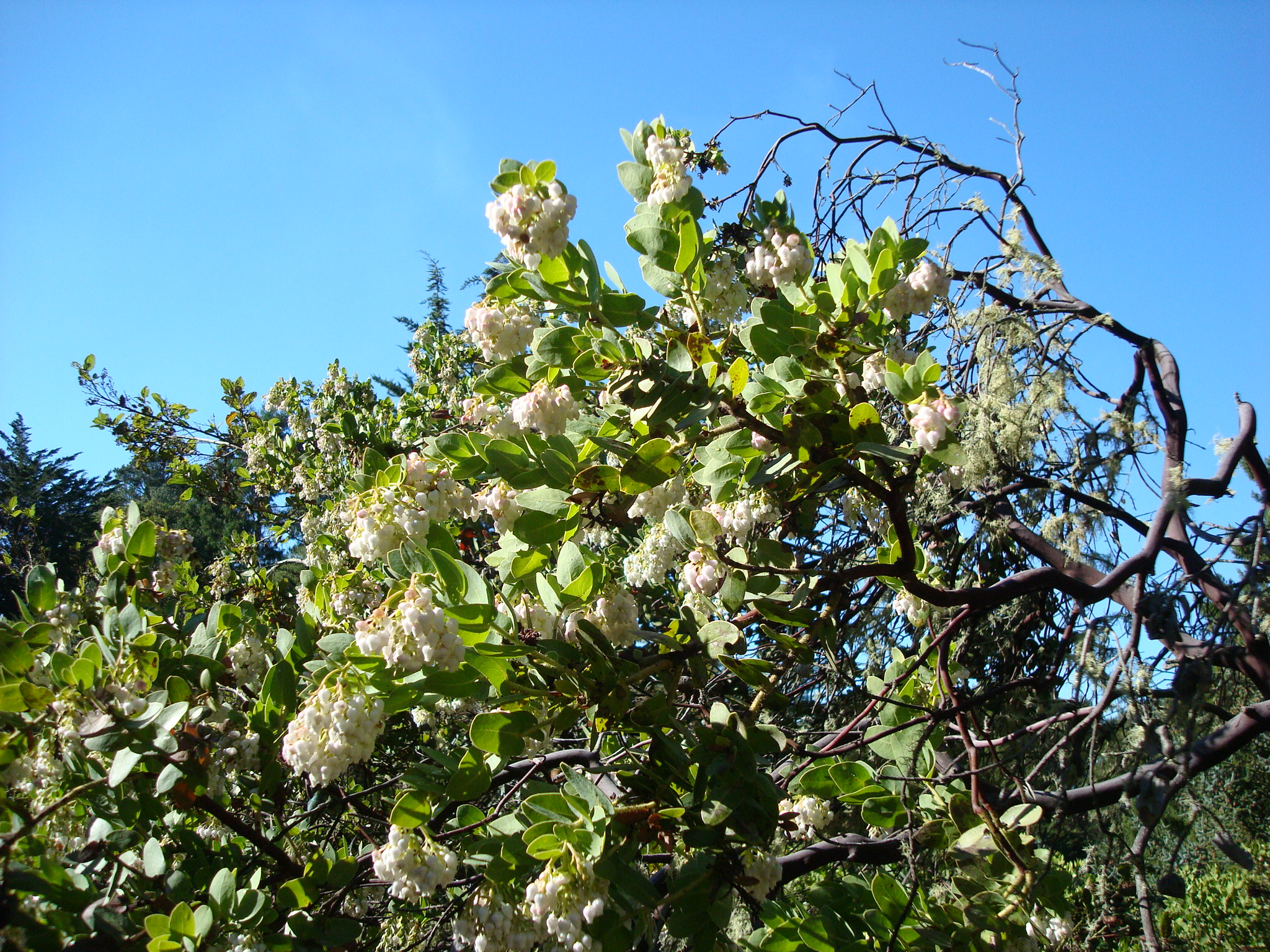
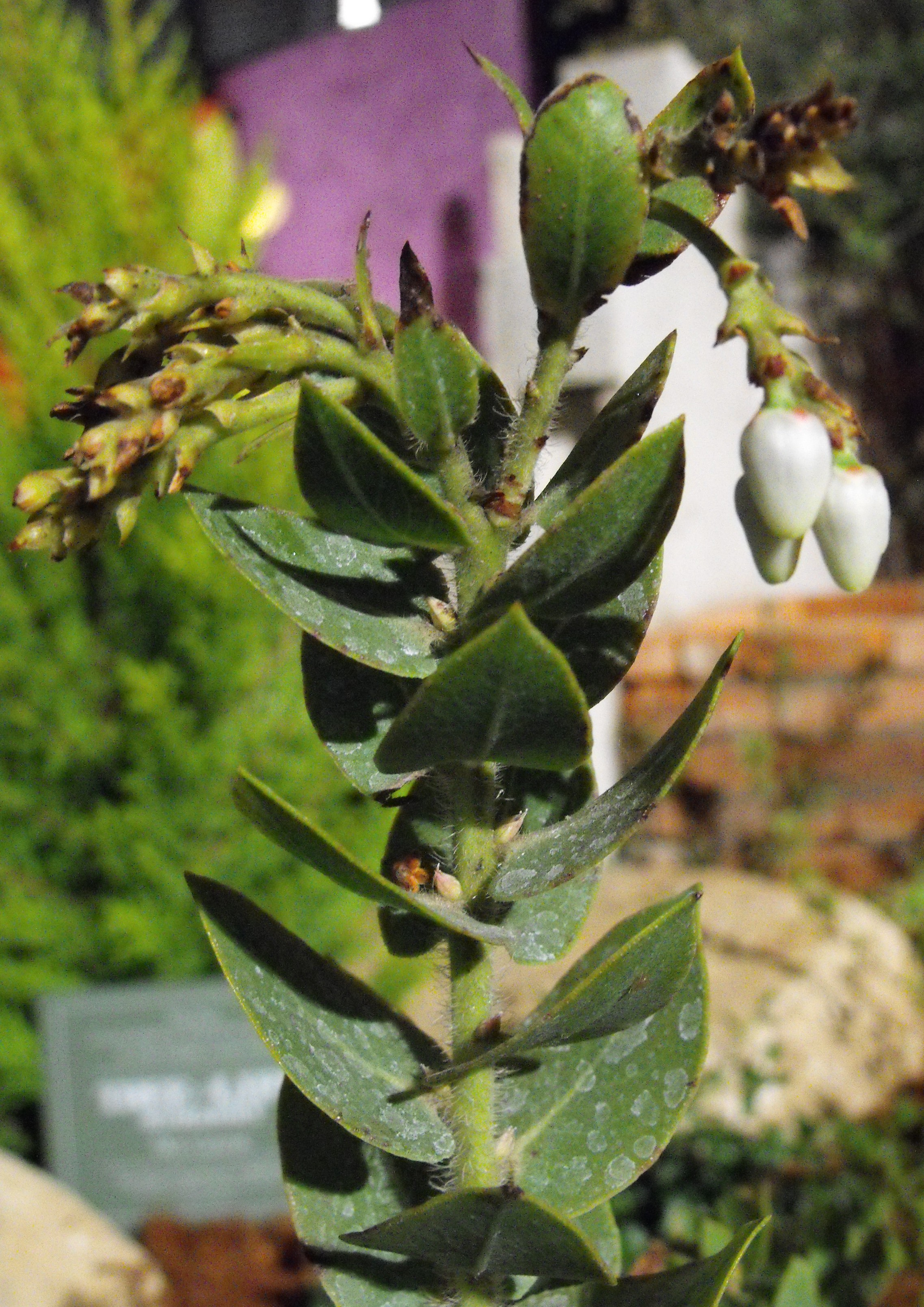